# Neil Pointon
Neil Geoffrey Pointon (Mansfield, 28 novembre 1964) è un ex calciatore inglese, di ruolo terzino sinistro.

## Curiosità
- Pointon è ricordato per un episodio: nel 1994, nella partita Manchester Utd - Oldham Athletic, fu vittima di uno degli scatti d'ira di Roy Keane che lo abbatté con un violento tackle.